# Nombres 8 000 à 8 999
Cet article recense quelques entiers naturels ayant des propriétés remarquables et inclus dans l'intervalle allant de 8 000 et 8 999, tous deux inclus.
Attention : tous les nombres premiers de cet intervalle ne sont pas encore mentionnés.

## 8 000 - 8 249
- 8000 cube du nombre 20, somme de quatre nombres entiers consécutifs élevés au cube (8000 = 113 + 123 + 133 + 143)
- 8001 - nombre triangulaire
- 8002 - zéro de la fonction de Mertens
- 8009 - nombre premier
- 8011 - nombre premier, zéro de la fonction de Mertens
- 8012 - zéro de la fonction de Mertens
- 8017 - nombre premier, zéro de la fonction de Mertens
- 8021 - zéro de la fonction de Mertens
- 8039 - nombre premier sûr
- 8069 - nombre premier de Sophie Germain
- 8081 - nombre premier
- 8087 - nombre premier
- 8089 - nombre premier
- 8093 - nombre premier de Sophie Germain
- 8100 = 902
- 8101 - nombre premier
- 8111 - nombre premier de Sophie Germain
- 8117 - nombre premier équilibré
- 8119 - nombre octaédrique
- 8125 - nombre pyramidal pentagonal
- 8128 - 127e nombre triangulaire (donc 64e nombre hexagonal et 43e nombre ennéagonal centré) donc nombre parfait (puisque 127 est un nombre de Mersenne premier), 8e nombre polygonal à 292 côtés, 4e nombre polygonal à 1 356 côtés
- 8147 - nombre premier sûr
- 8179 - nombre premier
- 8189 - nombre hautement cototient
- 8190 - nombre à moyenne harmonique entière
- 8191 - nombre de Mersenne premier ; également, le 2e nombre nombre premier qui est brésilien deux fois car 8191 = 11190 = 11111111111112, où 11111111111 est le répunit constitué de treize fois le chiffre 1 ; le premier est 31, selon la conjecture de Goormaghtigh
- 8192 = 213
- 8208 – nombre narcissique en base dix car égal à 84 + 24 + 04 + 84
- 8221 - nombre premier
- 8231 - nombre premier
- 8233 - nombre premier, nombre heptagonal centré
- 8237 - nombre premier
- 8243 - nombre premier de Sophie Germain

## 8 250 - 8 499
- 8256 - nombre triangulaire
- 8257 - somme des carrés des quatorze premiers nombres premiers
- 8269 - nombre premier cubain de la forme x = y + 1
- 8273 - nombre premier de Sophie Germain
- 8281 = 912, somme des cubes des entiers de 1 à 13, nombre ennéagonal, nombre octogonal centré
- 8311 - nombre premier
- 8317 - nombre premier
- 8321 - supernombre de Poulet
- 8326 - nombre décagonal
- 8361 - nombre de Leyland
- 8363 - nombre premier
- 8369 - nombre premier
- 8377 - nombre premier
- 8385 - nombre triangulaire
- 8387 - nombre premier
- 8389 - nombre premier
- 8419 - nombre premier
- 8423 - nombre premier sûr
- 8436 - nombre tétraédrique
- 8443 - nombre premier
- 8447 - nombre premier
- 8461 - nombre premier
- 8464 = 922

## 8 500 - 8 749
- 8501 - nombre premier
- 8513 - nombre premier de Sophie Germain
- 8515 - nombre triangulaire
- 8521 - nombre premier
- 8527 - nombre premier
- 8543 - nombre premier sûr
- 8555 - nombre carré pyramidal
- 8573 - nombre premier
- 8576 - nombre heptagonal centré
- 8581 - nombre premier
- 8623 - nombre premier
- 8625 - nombre ennéagonal
- 8627 - nombre premier
- 8629 - nombre premier
- 8646 - nombre triangulaire
- 8649 = 932, nombre octogonal centré
- 8663 - nombre premier de Sophie Germain
- 8669 - nombre premier
- 8693 - nombre premier de Sophie Germain
- 8695 - nombre décagonal
- 8699 - nombre premier sûr
- 8712 - plus petit nombre qui est divisible par son renversement : 8712 = 4 × 2178 (en excluant les palindromes et les nombres finissant avec des zéros), nombre refactorisable
- 8713 - nombre premier équilibré
- 8741 - nombre premier de Sophie Germain
- 8747 - nombre premier sûr

## 8 750 - 8 999
- 8751 – nombre totient parfait (en)
- 8778 - nombre triangulaire
- 8783 - nombre premier sûr
- 8801 - constante magique du carré magique n × n et du problème des n dames pour n = 26.
- 8819 - nombre premier sûr
- 8833 - 882 + 332
- 8836 = 942
- 8839 - nombre premier
- 8855 - membre d'une paire de Ruth-Aaron (première définition) avec 8856, nombre de Lucas-Carmichael
- 8863 - nombre premier
- 8867 - nombre premier
- 8887 - nombre premier
- 8893 - nombre premier
- 8911 - nombre de Carmichael, 133e nombre triangulaire (donc 67e nombre hexagonal et 45e nombre ennéagonal centré)
- 8926 - nombre heptagonal centré
- 8941 - nombre premier
- 8944 - somme des cubes des sept premiers nombres premiers
- 8951 - nombre premier de Sophie Germain
- 8963 - nombre premier sûr
- 8969 - nombre premier de Sophie Germain
- 8971 - nombre premier
- 8976 - nombre ennéagonal
- 8999 - nombre premier